# Tây Đường Trí Tạng
Tây Đường Trí Tạng (zh. 西堂智藏 xītáng zhìcáng, ja. seidō chizō, năm 734/735 -  8 tháng 4 năm 814) là Thiền sư Trung Quốc đời Đường, đệ tử đắc pháp của Thiền sư Mã Tổ Đạo Nhất. Dưới sư có nhiều môn đệ, trong đó có 3 pháp tử là người gốc Triều Tiên đã có công truyền bá Thiền Tông vào Triều Tiên là Đạo Nghĩa (sáng lập phái Ca Trí sơn), Hồng Trắc (sáng lập phái Thực Tướng Sơn) và Huệ Triết (sáng lập phái Đồng Lý sơn).

## Cơ duyên và hành trạng
Sư họ Liêu, quê ở Kiền Hóa, quận Nam Khang (zh. 南康), tỉnh Triết Giang. Năm tám tuổi (có thuyết khác nói là lúc 13 tuổi), sư theo thầy học đạo. Năm hai mươi lăm tuổi, sư thọ giới cụ túc. Có vị thầy coi tướng thấy vẻ khác thường của sư đã nói là sư cốt khí khác phàm, sẽ làm người phò tá cho Pháp vương.
Sau, sư đến hang núi Phật Tích tham yết Mã Tổ, cùng với Thiền sư Bá Trượng Hoài Hải là hai đệ tử thân cận nhất của Mã Tổ và cả hai đều được ấn chứng cùng lúc.
Ngày nọ, Mã Tổ sai sư đến Trường An trao thư cho Quốc sư Nam Dương Huệ Trung. Quốc sư Tuệ Trung hỏi: "Thầy ông nói pháp gì?"  Sư từ bên đông bước qua bên phía tây mà đứng. Quốc sư hỏi: "Chỉ có cái đó thôi, hay còn cái gì khác?"  Sư bèn đi qua bên phía đông mà đứng. Quốc sư nói: "Cái đó là của Mã Tổ, còn nhân giả thì thế nào?"  Sư nói: "Đã sớm trình tự Hòa thượng rồi mà."
Sau sư lại đem thư cho Thiền sư Quốc Nhất ở Kính Sơn, gặp lúc Liên Súy cung thỉnh Mã Tổ thuyết pháp ở phủ. Sư bèn trở về và được Mã Tổ đem y cà sa phó chúc và giao cho sư thuyết giảng.
Một hôm, tăng hỏi Mã Tổ: "Thỉnh Hòa thượng rời tứ cú, tuyệt bách phi, chỉ thẳng mỗ đây thế nào là chỉ ý Tổ sư từ Tây lại?", Mã Tổ nói: "Ta hôm nay không có bụng hứng thú, ông hãy đi hỏi Trí Tạng đi." Tăng ấy bèn đến hỏi sư. Sư nói: "Sao ông không hỏi Hòa thượng?"  Tăng nói: "Hòa thượng sai mỗ đây đến hỏi thượng tọa đấy."  Sư lấy tay vò đầu nói: "Ta hôm nay nhức đầu, ông hãy đi hỏi sư huynh Hoài Hải." Ông tăng nọ lại đến hỏi Hoài Hải. Hoài Hải nói: "Chỗ này ta cũng không lãnh hội."  Tăng ấy bèn quay lại thuật tự sự cho Mã Tổ. Mã Tổ nói: "Đầu của Trí Tạng trắng, đầu của Hoài Hải đen."
Lần nọ, Mã Tổ muốn khảo công phu của sư nên hỏi: "Ông sao không xem kinh?", sư đáp: "Kinh há có gì lạ sao?"  Mã Tổ nói: "Tuy là như thế, ông ngày sau dạy người cũng nên biết kinh mới được."  Sư đáp: "Trí Tạng bịnh lo tự mình điều dưỡng, há dám nói chuyện dạy người."  Mã Tổ nói: "Ông cuối đời sẽ hưng thịnh giáo pháp trong đời."
Năm thứ 7 niên hiệu Trinh Nguyên, Mã Tổ thị tịch, đại chúng thỉnh sư kế tiếp Mã Tổ khai đường thuyết pháp. Sau, sư đến trụ trì và xiển dương tông phong tại Tây Đường Tự.
Ngày mùng 8 tháng 4 niên hiệu Nguyên Hòa thứ chín (814), sư qui tịch, thọ 80 tuổi, tăng lạp 55. Đường Hiến Tông sắc hiệu là Đại Tuyên Giáo Thiền Sư (zh. 大宣敎禪師), tháp hiệu là Chứng Chân. Đến đời Đường Mục Tông ban hiệu lại là Đại Giác Thiền Sư (zh. 大覺禪師).